# Latrodectus umbukwane
Espèce
Latrodectus umbukwane est une espèce d'araignées aranéomorphes de la famille des Theridiidae.

## Distribution
Cette espèce est endémique du KwaZulu-Natal en Afrique du Sud,. Elle se rencontre vers Umkhanyakude.

## Description
Les mâles mesurent de 2,75 à 3,50 mm et les femelles de 14,00 à 16,25 mm

## Publication originale
- Wright, Wright, Sole, Lyle, Tippett, Sholto-Douglas, Verburgt & Engelbrecht, 2019 : A new forest dwelling button spider from South Africa (Araneae, Theridiidae, Latrodectus). Zootaxa, no 4700(4), p. 584-600.